# 찰스 시블리
찰스 시블리(영어: Charles Gald Sibley, 1917년 4월 7일 ~ 1998년 4월 12일)는 미국의 조류학자이자 분자생물학자였다. 그는 조류를 과학적으로 분류하는 데 큰 영향을 미쳤고 현대 조류의 진화사에 대한 이해를 바꾸어 놓았다.
시블리의 분류법은 조류 단체, 특히 미국 조류 학회가 채택한 결과에 큰 영향을 주고 있다.

## 같이 보기
- 시블리 알퀴스트 조류 분류